# Małe, duże
Małe, duże, czyli zgromadzenie istot (ang. Little, Big: or, The Fairies' Parliament) – amerykańska powieść z gatunku współczesne fantasy napisana przez Johna Crowleya i wydana w 1981 przez Bantam Books. Pierwsze polskie wydanie ukazało się w 2008 nakładem wydawnictwa Solaris w tłumaczeniu Beaty Horosiewicz. W 1982 zdobyła nagrodę World Fantasy Award. 

## Fabuła
Amerykański architekt z przełomu wieków, John Drinkwater, zaczyna podejrzewać, że w tym świecie znajduje się inny, a w każdym z nich kolejny i kolejny w nieskończoność, każdy większy od poprzedniego. W centrum znajduje się kraina wróżek, którą jego żona, Angelika Violet Bramble, widzi i z którą może się komunikować. Drinkwater skupia się na wciąż rozwijającej się i zmieniającej książce, projektując i budując dom o nazwie Edgewood na północ od Nowego Jorku. Jest on stworzony z wielu stylów, każdy zbudowany na i w poprzek innych, podobno jako „próbnik” dla klientów, którzy chcą zatrudnić firmę Drinkwatera. Potrafi on dezorientować gości i w pewnym sensie chroni zamieszkującą w niej rodzinę. Okazuje się również drzwiami prowadzącymi do zewnętrznego królestwa wróżek.  
Na początku opowieści, długo po śmierci Drinkwatera i jego żony, ich prawnuczka Daily Alice zakochuje się i wychodzi za mąż za nieznajomego Smoky'ego Barnable'a, którego poznaje w domu swojego kuzyna z City, Georgre'a Mouse'a. Smoku powoli zdaje sobie sprawę z tego, że Alice i jej siostra Sophie w dzieciństwie twierdziły, że widziały wróżki, a wraz z drużyną postrzegają ich historię jako „Baśń”.  

## Nagrody
| Rok  | Nagroda                                     | Wynik     | Źródło |
| ---- | ------------------------------------------- | --------- | ------ |
| 1981 | Nagroda Nebula za najlepszą powieść         | nominacja | [ 4 ]  |
| 1982 | World Fantasy Award                         | wygrana   | [ 3 ]  |
| 1982 | Nagroda Hugo za najlepszą powieść           | nominacja | [ 2 ]  |
| 1982 | Nagroda BSFA                                | nominacja | [ 2 ]  |
| 1982 | Nagroda Locusa za najlepszą powieść fantasy | nominacja | [ 2 ]  |